# Бирикчульский сельсовет
Бирикчульский сельсовет — сельское поселение в Аскизском районе Хакасии.
Административный центр — село Бирикчуль.

## История
Статус и границы сельского поселения установлены Законом Республики Хакасия от 7 октября 2004 года № 67 «Об утверждении границ муниципальных образований Аскизского района и наделении их соответственно статусом муниципального района, городского, сельского поселения»

## Население
| 2002  | 2010  | 2012  | 2013  | 2014  | 2015  | 2016  |
| ----- | ----- | ----- | ----- | ----- | ----- | ----- |
| 3016  | ↘2795 | ↘2770 | ↗2775 | ↘2769 | ↘2728 | ↘2697 |
| 2017  | 2018  | 2019  | 2020  | 2021  |       |       |
| ↘2642 | ↘2613 | ↘2576 | ↘2544 | ↗2617 |       |       |

## Состав сельского поселения
В состав сельского поселения входят 4 населённых пункта:
| № | Населённый пункт | Тип населённого пункта       | Население |
| - | ---------------- | ---------------------------- | --------- |
| 1 | Бирикчуль        | село, административный центр | ↘2519     |
| 2 | Нанхчул          | посёлок при станции          | ↘15       |
| 3 | Хабзас           | посёлок при станции          | ↘2        |
| 4 | Югачи            | посёлок при станции          | ↘259      |

## Местное самоуправление
Администрация
с. Бирикчуль, Зеленая,  13
Глава администрации
- Щекочихин Александр Александрович